# Paul de Cock

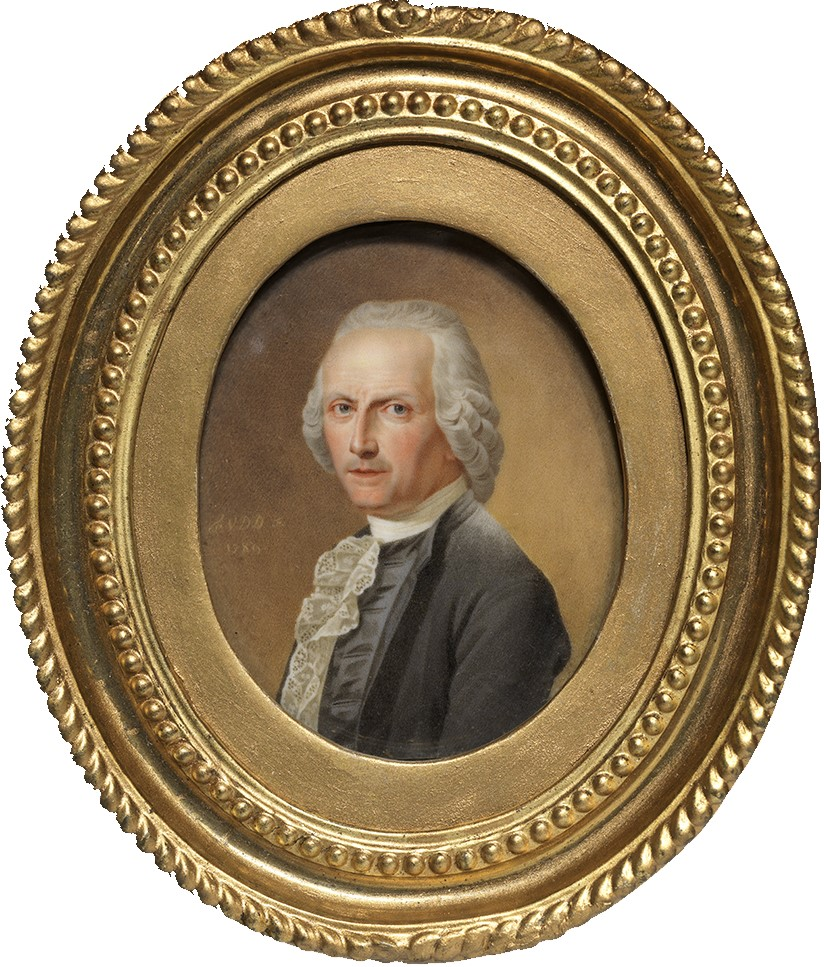
Portret van Paul de Cock door Jozef A. Van der Donckt, collectie Groeningemuseum.

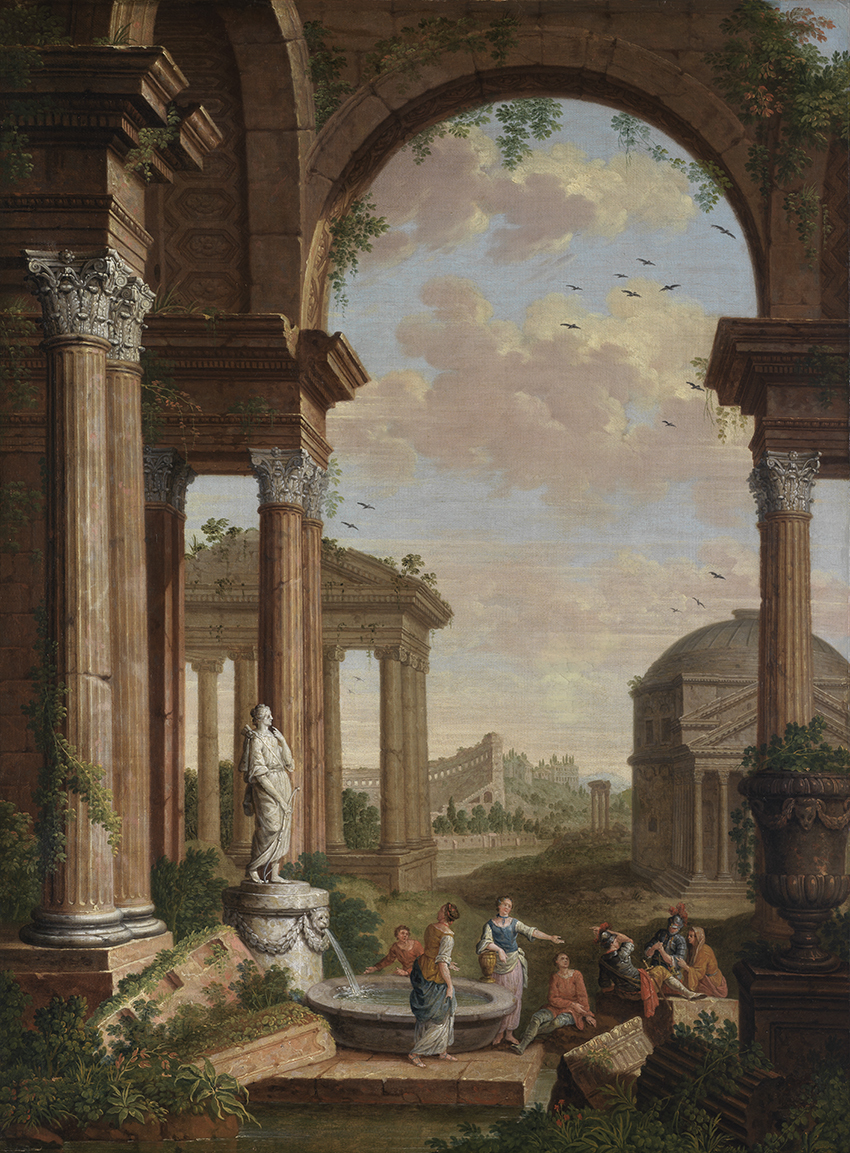
Landschap met Romeinse ruïnes door Paul de Cock, collectie Groeningemuseum.

Paul de Cock (Brugge, 21 juni 1724 - 29 december 1801) was een Vlaams architect en kunstschilder.

## Biografie
Paul Jozef de Cock was de zoon van Philippe de Cock en Thérèse Cambier en een broer van kunstschilder Hubert de Cock. Hij studeerde vanaf zijn negende jaar aan de Brugse Kunstacademie, voor wat de schilderkunst betreft bij Matthijs de Visch.
In 1740 kreeg hij de Tweede prijs tekenen naar de figuur en in 1741 de Eerste prijs voor alle vakken samen. In 1743 kreeg hij nog een prijs voor bouwkunde.
In 1748 en 1749 verbleef hij in Parijs en in Valenciennes, waar hij kopiewerk uitvoerde in opdracht van een koopman. Na zijn terugkeer in Brugge ging hij in het stadhuis van Kortrijk een groot landschap schilderen, naar werk van de Nederlandse meester Philips Wouwerman (1619-1668). Later beschilderde hij muren in grote zalen, maakte hij bas-reliëfs en vooral schilderijen met paarden en slagvelden. Er zouden meer dan 1200 werken op zijn naam staan. Niettemin bleef hij vooral ook als bouwmeester actief. 
Rond 1750 werd hij leraar bouwkunde aan de Brugse Academie en van 1775 tot aan zijn dood was hij directeur. Hij volgde in deze functie Jan Garemijn op, met wie hij in onmin leefde.
Er wordt werk van hem bewaard in het Groeningemuseum Brugge.
Hetzelfde museum heeft twee portretten van hem: één door Joseph-Benoît Suvée daterende uit 1779, één door Jozef Angelus Van der Donckt.